# 3240 Laocoon

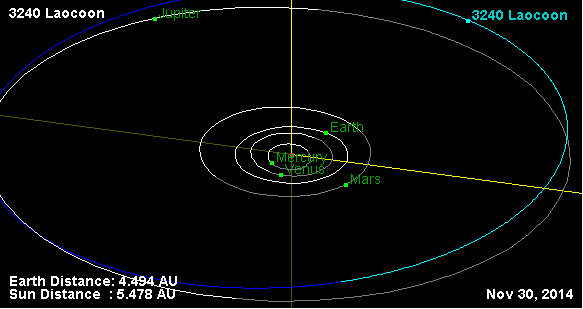

3240 Laocoon è un asteroide troiano di Giove del campo troiano. Scoperto nel 1978, presenta un'orbita caratterizzata da un semiasse maggiore pari a 5,2357333 UA e da un'eccentricità di 0,1266413, inclinata di 2,33481° rispetto all'eclittica.
L'asteroide è dedicato a Laocoonte, veggente e sacerdote troiano.